# Elady Zorrilla
Elady Zorrilla, all'anagrafe Eladio Zorrilla Jiménez (La Puerta de Segura, 13 luglio 1990), è un calciatore spagnolo, attaccante del Burgos.

## Carriera
Il 14 luglio 2021 viene acquistato a titolo definitivo dalla squadra spagnola del Tenerife.

## Statistiche

### Presenze e reti nei club
Statistiche aggiornate al 1º novembre 2021.
| Stagione                    | Squadra                     | Campionato                  | Campionato | Campionato | Coppe nazionali | Coppe nazionali | Coppe nazionali | Coppe continentali | Coppe continentali | Coppe continentali | Altre coppe | Altre coppe | Altre coppe | Totale | Totale |
| Stagione                    | Squadra                     | Comp                        | Pres       | Reti       | Comp            | Pres            | Reti            | Comp               | Pres               | Reti               | Comp        | Pres        | Reti        | Pres   | Reti   |
| --------------------------- | --------------------------- | --------------------------- | ---------- | ---------- | --------------- | --------------- | --------------- | ------------------ | ------------------ | ------------------ | ----------- | ----------- | ----------- | ------ | ------ |
| 2012-2013                   | Real Jaén                   | SDB                         | 13         | 1          | CR              | 3               | 0               |                    | -                  | -                  |             | -           | -           | 16     | 1      |
| 2015-2016                   | Atlético Mancha Real        | TD                          | ?          | ?          |                 | -               | -               |                    | -                  | -                  |             | -           | -           | ?      | ?      |
| 2016-gen. 2017              | Atlético Mancha Real        | SDB                         | 20         | 10         | CR              | 1               | 0               |                    | -                  | -                  |             | -           | -           | 21     | 10     |
| Totale Atlético Mancha Real | Totale Atlético Mancha Real | Totale Atlético Mancha Real | 20+        | 10+        |                 | 1               | 0               |                    | -                  | -                  |             | -           | -           | 21+    | 10+    |
| gen.-giu. 2017              | Real Murcia                 | SDB                         | 16         | 2          | CR              | -               | -               |                    | -                  | -                  |             | -           | -           | 16     | 2      |
| 2017-2018                   | Real Murcia                 | SDB                         | 33         | 12         | CR              | 4               | 1               |                    | -                  | -                  |             | -           | -           | 37     | 13     |
| Totale Real Murcia          | Totale Real Murcia          | Totale Real Murcia          | 49         | 14         |                 | 4               | 1               |                    | -                  | -                  |             | -           | -           | 54     | 15     |
| lug.-ago. 2018              | KS Cracovia                 | EK                          | 2          | 0          | CP              | -               | -               |                    | -                  | -                  |             | -           | -           | 2      | 0      |
| ago. 2018-2019              | FC Cartagena                | SDB                         | 37         | 21         | CR              | 2               | 0               |                    | -                  | -                  |             | -           | -           | 39     | 21     |
| 2019-2020                   | FC Cartagena                | SDB                         | 24         | 7          | CR              | 2               | 0               |                    | -                  | -                  |             | -           | -           | 26     | 7      |
| 2020-2021                   | FC Cartagena                | SD                          | 40         | 7          | CR              | 1               | 1               |                    | -                  | -                  |             | -           | -           | 41     | 8      |
| Totale FC Cartagena         | Totale FC Cartagena         | Totale FC Cartagena         | 101        | 35         |                 | 5               | 1               |                    | -                  | -                  |             | -           | -           | 106    | 36     |
| 2021-2022                   | Tenerife                    | SD                          | 13         | 5          | CR              | 0               | 0               |                    | -                  | -                  |             | -           | -           | 13     | 5      |
| Totale carriera             | Totale carriera             | Totale carriera             | 198+       | 65+        |                 | 13              | 2               |                    | -                  | -                  |             | -           | -           | 211    | 67     |